# Oxomoco

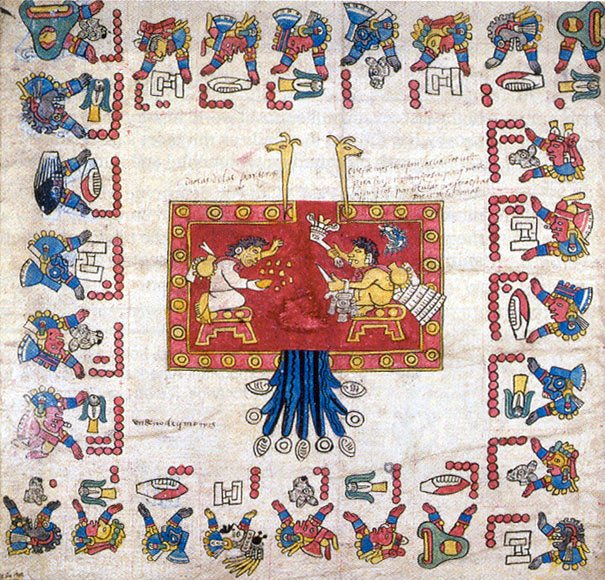
Oxomoco (à gauche) et Cipactonal dans le Codex Borbonicus

Oxomoco est un dieu (ou une déesse selon Bernardino de Sahagún) personnifiant la nuit dans la mythologie aztèque.
Selon le Codex Vaticanus A, le dieu créateur Tonacatecuhtli «par sa parole, créa les premiers hommes, Oxomoco et Cipactonal». Selon l'Historia de los Mexicanos por sus pinturas, ce sont deux des quatre dieux primordiaux, Quetzalcóatl et Huitzilopochtli, qui, six cents ans après leur propre naissance, créèrent le couple primordial.
Ils sont considérés comme les créateurs du tonalamatl (le calendrier rituel).